# Player Efficiency Rating
Player Efficiency Rating (PER) - wskaźnik stosowany w NBA do ocenienia gracza, pozwalający dzięki użyciu specjalnej formuły zawrzeć wszystkie jego statystyki w jednej liczbie. Stworzony przez analityka ESPN Johna Hollingera. 
PER uwzględnia osiągnięcia zawodnika w przeliczeniu na minutę gry, pozytywne, takie jak skuteczność rzutów, rzuty osobiste, rzuty za 3 punkty, asysty, zbiórki, bloki i przechwyty oraz negatywne, takie jak niecelne rzuty, straty i faule. 
PER przyjmuje średnią na zawodnika w lidze 15.00 i do tej średniej dolicza pozytywy i odlicza negatywy. 
Wskaźnik sprawdza się zwłaszcza przy porównywaniu zawodników w podobnym wieku, bądź do analizowania kariery jednego zawodnika w dłuższym czasie.
Wadą PER jest uwzględnianie przede wszystkim osiągnięć w ataku, ze statystyk defensywnych uwzględniane są tylko bloki i przechwyty (zbiórki należy traktować jako osiągnięcia zarówno ofensywne jak i defensywne), ale wada ta wynika ze sposobu prowadzenia statystyk w NBA - trudno ująć cyfrowo takie wartości jak twardość gry, przywództwo, kondycja, wymuszanie strat itd. Np. Bruce Bowen, uznawany za czołowego obrońcę ostatnich lat, ma niewspółmiernie do swej klasy niski wskaźnik PER (poniżej 10.00).
Inna wada to premiowanie zawodników spędzających na boisku niewielką liczbę minut, wychodzących zwykle gdy drużyna przeciwna gra rezerwowym składem.
Wzór na wskaźnik PER dla danego gracza:
PER = [uPER x (Tempo Danego Poziomu Ligi/ Tempo Zespołu)] x (15/ Średni uPER NBA (0,277) )
Gdzie:
uPER = (1 / Czas Gry Zawodnika W Meczu) x (Celne Rzuty Za 3 Punkty Zawodnika + [(2/3) x Asysty Zawodnika ] + [2 – FACTOR x (Asysty Zespołu / Celne Rzuty Zespołu) x Celne Rzuty Z Pola Zawodnika ] + [Celne Osobiste Zawodnika x 0.5 x (1 + (1 – (Asysty Zespołu / Celne Rzuty Z Pola Zespołu)) + (2/3) x (Asysty Zespołu / Celne Rzuty Z Pola Zespołu))] – [VOP x Straty Zawodnika] – [VOP x DRBP x (Niecelne Rzuty Z Pola Zawodnika)] – [VOP x 0.44 x (0.44 + (0.56xDRBP)) x (Niecelne Rzuty Osobiste Zawodnika)] + [VOP x (1-DRBP) x (Defensywne Zbiórki Zawodnika)] + [VOP x DRBP x Ofensywne Zbiórki Zawodnika] + [VOP x Przechwyty Zawodnika] + [VOP x DRBP x Bloki Zawodnika] – [PF x ((Celne Rzuty Wolne W Danej Lidze / Faule W Danej Lidze) – (0.44 x (Oddane Rzuty Osobiste W Danej Lidze / Faule W Danej Lidze) x VOP))])
FACTOR = (2/3) – [(0.5 x (Asysty W Danej Lidze / Celne Rzuty Z Pola W Danej Lidze)) / (2 x (Celne Rzuty W Danej Lidze/ Celne Osobiste W Danej Lidze))]
VOP = [Punkty W Danej Lidze / (Oddane Rzuty Z Pola W Danej Lidze - Ofensywne Zbiórki W Danej Lidze + Straty W Danej Lidze + 0.44 x Oddane Rzuty Osobiste W Danej Lidze)]
DRBP = Zbiórki Defensywne W Danej Lidze / Wszystkie Zbiórki W Danej Lidze

## Statystyki
Tylko 15-krotnie zawodnicy osiągali na koniec sezonu wskaźniki powyżej 30.00 (maksymalnie 31.84 - Wilt Chamberlain w sezonie 1962–63). Czterokrotnie wskaźnik taki osiągał Michael Jordan, trzykrotnie Wilt Chamberlain i Shaquille O’Neal, dwukrotnie LeBron James, zaś David Robinson, Dwyane Wade i Tracy McGrady jednokrotnie. Jedynie w sezonie 2008–09 dwóch zawodników - LeBron James i Dwyane Wade - przekroczyło pułap 30.00 jednocześnie (w tym samym roku Chris Paul osiągnął wskaźnik 29.96). Z kolei najniższy wynik, z jakim wygrano klasyfikację PER, to 22.32 osiągnięte przez Jerry'ego Westa w sezonie 1968-1969. 
Klasyfikację PER dziewięciokrotnie w karierze wygrywał Kareem Abdul-Jabbar, ośmiokrotnie Wilt Chamberlain, zaś siedmiokrotnie Michael Jordan. Taki wysoki wskaźnik, oprócz oceny zawodnika, świadczy także o jednostronnej dominacji zawodnika w drużynie.

### Liderzy PER wszech czasów
| pozycja | zawodnik         | wskaźnik |
| ------- | ---------------- | -------- |
| 1.      | Michael Jordan   | 27.91    |
| 2.      | LeBron James     | 27.64    |
| 3.      | Shaquille O’Neal | 26.43    |
| 4.      | David Robinson   | 26.18    |
| 5.      | Wilt Chamberlain | 26.13    |
| 6.      | Chris Paul       | 25.75    |
| 7.      | Bob Pettit       | 25.35    |
| 8.      | Kevin Durant     | 25.10    |
| 9.      | Neil Johnston    | 24.69    |
| 10.     | Dwyane Wade      | 24.65    |

### Najwyższe wskaźniki PERu
| pozycja | zawodnik         | wskaźnik | sezon   |
| ------- | ---------------- | -------- | ------- |
| 1.      | Wilt Chamberlain | 31,82    | 1962–63 |
| 2.      | LeBron James     | 31,76    | 2008–09 |
| 3.      | Michael Jordan   | 31,71    | 1987–88 |
| 4.      | LeBron James     | 31,67    | 2012–13 |
| 5.      | Wilt Chamberlain | 31,64    | 1963–64 |
| 6.      | Michael Jordan   | 31,63    | 1990–91 |
| 7.      | Stephen Curry    | 31,56    | 2015–16 |
| 8.      | Michael Jordan   | 31,19    | 1989–90 |
| 9.      | Michael Jordan   | 31,14    | 1988–89 |
| 10.     | LeBron James     | 31,10    | 2009–10 |

## Play-offs
W fazie play-off, kiedy rozgrywane jest znacznie mniej meczów, a stawka jest większa, wskaźniki PER za jeden sezon są sporo wyższe. Liderem wszech czasów jest tu Hakeem Olajuwon, który w sezonie 1987-1988 uzyskał wynik 38.96.